# Cetonurus
Cetonurus es un género de peces actinopterigios de la familia Macrouridae y de la orden de los gadiformes.

## Especies
- Cetonurus crassiceps (Günther, 1878)
- Cetonurus globiceps (Vaillant, 1884)

- Datos: Q2750132
- Multimedia: Cetonurus / Q2750132
- Especies: Cetonurus